# Raja Krishnamoorthi
Raja Krishnamoorthi, né le 19 juillet 1973 à New Delhi, est un homme politique américain. Membre du Parti démocrate, il est élu à la Chambre des représentants des États-Unis pour le 8e district de l'Illinois en 2016.

## Biographie
En mai 2025, il annonce sa candidature aux élections sénatoriales de 2026, pour succéder au démocrate Dick Durbin, non candidat à sa réélection. Grâce à d'importantes levées de fonds dans les mois précédents, il entre dans la campagne avec 19 millions de dollars à sa disposition.